# مایتانسین
مایتانسین (به انگلیسی: Maytansine) با فرمول شیمیایی C34H46ClN3O10 یک ترکیب شیمیایی با شناسه پاب‌کم 5281828 است. که جرم مولی آن ۶۹۲٫۲۰ گرم بر مول می‌باشد. 